# Ludgo-Spelviks församling
Ludgo-Spelviks församling var en församling i Strängnäs stift och i Nyköpings kommun i Södermanlands län. Församlingen uppgick 2002 i Rönö församling.

## Administrativ historik
Församlingen bildades den 1 januari 1992 genom sammanslagning av Ludgo och Spelviks församlingar. Församlingen uppgick 2002 i Rönö församling.

## Kyrkor
- Ludgo kyrka
- Spelviks kyrka